# Loxosomella subsessile
Loxosomella subsessile är en bägardjursart som först beskrevs av Harmer 1915.  Loxosomella subsessile ingår i släktet Loxosomella och familjen Loxosomatidae. Inga underarter finns listade i Catalogue of Life.